# Hercostomus bicolor
Hercostomus bicolor är en tvåvingeart som först beskrevs av Macquart 1827.  Hercostomus bicolor ingår i släktet Hercostomus och familjen styltflugor. Inga underarter finns listade i Catalogue of Life.